# Rábatamási
Rábatamási [rába-tamáši] je obec v Maďarsku v župě Győr-Moson-Sopron, spadající pod okres Csorna. Nachází se asi 7 km západně od Csorny, 11 km východně od Kapuváru a asi 39 km jihozápadně od Győru. V roce 2015 zde žilo 934 obyvatel. Dle údajů z roku 2011 tvoří 92,3 % obyvatelstva Maďaři, 1 % Němci a 0,2 % Romové, přičemž 6,8 % obyvatel se ke své národnosti nevyjádřilo.
Obec byla poprvé písemně zmíněna v roce 1322 pod názvem Thamasy. Nachází se zde katolický kostel uherského krále Štěpána I. Svatého (Szent István király templom). Ačkoliv je obec pojmenována po řece Rábě, vůbec v její blízkosti neleží. Kolem obce prochází hlavní silnice 85, přímo přes Rábatamási prochází vedlejší silnice 8604. Od roku 2020 těsně kolem obce rovněž vede nově vybudovaná dálnice M85. Obec je napojena na železniční síť spojující města Győr a Sopron.

## Sousední obce
| Růžice kompasu | Osli      | Csorna (k. ú.) |          | Růžice kompasu |
| Růžice kompasu | Szárföld  | Sever          | Farád    | Růžice kompasu |
| Růžice kompasu | Szárföld  | Rábatamási     | Farád    | Růžice kompasu |
| Růžice kompasu | Szárföld  | Jih            | Farád    | Růžice kompasu |
| Růžice kompasu | Bogyoszló |                | Jobaháza | Růžice kompasu |